# Марфа (фільм, 2021)
Марфа (Destination Marfa) — американський науково-фантастичний фільм 2021 року, сценаристом і режисером якого став Енді Степп.

## Про фільм
Четверо друзів по дорозі додому з вихідного дня зупиняються на заправці, де зустрічають ворожку.
Зрештою вони вирішують зробити останню зупинку в Марфі (штат Техас), в надії побачити дивні «вогні Марфи».

## Знімались
| Актор          | Роль    |
| -------------- | ------- |
| Тоні Тодд      | Генрі   |
| Стеліо Саванте | Вінсент |
| Річард Рілі    | Скітер  |
| Ніл Сенділендс | Норман  |
| Мартін Клебба  | Стапп   |